# Lục Nam (provincie)
Lục Nam is de naam van een voormalige provincie in de Unie van Indochina. De provincie heeft bestaan van 5 november 1889 tot 9 september 1891.
Lục Nam bevond zich op de plaats waar tegenwoordig de provincie Bắc Giang zich bevindt in het noorden van Vietnam. Deze regio wordt ook wel Vùng Đông Bắc genoemd.